# Разоружање звери
„Разоружање звери” је југословенски кратки филм из 1983. године. Режирао га је Стојан Стојчић који је написао и сценарио.

## Улоге
| Глумац       | Улога |
| ------------ | ----- |
| Неда Арнерић |       |